# 敏捷坦蛛
敏捷垣蛛（学名：Ariadna elaphros）为类石蛛科坦蛛属的动物。在中国大陆，分布于湖南、福建等地。该物种的模式产地在湖南、福建。